# Jochen Schümann
Jochen Schümann (ur. 8 czerwca 1954 w Berlinie Wschodnim) – niemiecki żeglarz sportowy, wielokrotny medalista olimpijski.
Urodził się w NRD i do zjednoczenia Niemiec startował w barwach tego kraju. W 1976 został mistrzem olimpijskim w Finnie, kolejne medale zdobywał już w klasie Soling. Wspólnie z Thomasem Flachem i Berndem Jäkelem triumfował w 1988 (jeszcze dla NRD) i 1996. Ostatni swój medal, srebrny, wywalczył na IO 2000. W 1996 został wybrany żeglarzem roku przez Międzynarodową Federację Żeglarską.
Znajduje się w syndykacie dwukrotnego zwycięzcy Pucharu Ameryki – Alinghi.

## Starty olimpijskie(medale)
Montreal 1976
- Finn –  złoto

Seul 1988
- Soling –  złoto

Atlanta 1996
- Soling –  złoto

Sydney 2000
- Soling –  srebro